# Renan Michelucci
Renan Michelucci Moralez (Poços de Caldas, 3 de janeiro de 1994) é um jogador de voleibol brasileiro que atua na posição de central.

## Carreira

### Clube
Michelucci começou sua trajetória no Ibirapuera-SP em 2011. Após dois anos transferiu-se para o São Caetano Esporte Clube. Fez sua estreia internacional ao ser contratado pelo Pallavolo Molfetta, da Itália.
Mudando-se para o Rio de Janeiro, conquistou o vice-campeonato do Campeonato Carioca de 2016 ao ser derrotado na final pelo SESC-RJ atuando pelo Botafogo. Em maio de 2019, conquistou a Superliga Série A com o Vôlei Taubaté. Ao término da temporada, assinou contrato de uma temporada pelo Montes Claros Vôlei.
Voltou a atuar novamente na Europa conquistando dois títulos pelo clube alemão Berlin Recycling Volleys: a Supercopa Alemã e o Campeonato Alemão; ambos na temporada 2020–21. Em maio de 2021, assinou contrato com o Paris Volley, clube da primeira divisão do campeonato francês. Na temporada seguinte, o central se transferiu para o Montpellier Volley, então atual campeão do campeonato francês. Com o novo clube, Michelucci conquistou o título da Supercopa Francesa de 2022 ao derrotar o Chaumont Volley-Ball 52 por 3 sets a 1.
Após atuar durante três temporadas no voleibol europeu, Michelucci retornou ao voleibol brasileiro após ser anunciado como o novo reforço do Itambé/Minas para a temporada 2023–24.

### Seleção
Michelucci representou a seleção brasileira na Universíada de 2019, terminando a competição na décima segunda colocação.

## Títulos
Apan/Barão/Blumenau
- Campeonato Catarinense: 2016

Vôlei Taubaté
- Campeonato Brasileiro: 2018–19
- Campeonato Paulista: 2018

Berlin Recycling Volleys
- Campeonato Alemão: 2020–21
- Supercopa Alemã: 2020

Montpellier HSC
- Supercopa Francesa: 2022

## Clubes
| Anos      | Clube                     |
| --------- | ------------------------- |
| 2013–2014 | São Caetano Esporte Clube |
| 2014–2015 | Pallavolo Molfetta        |
| 2015–2016 | São Bernardo Vôlei        |
| 2016–2017 | Apan Vôlei/Blumenau       |
| 2017–2018 | Botafogo                  |
| 2018–2019 | Vôlei Taubaté             |
| 2019–2020 | Montes Claros Vôlei       |
| 2020–2021 | Berlin Recycling Volleys  |
| 2021–2022 | Paris Volley              |
| 2022–2023 | Montpellier HSC           |
| 2023–     | Itambé/Minas              |

## Prêmios individuais
- 2023: Campeonato Mundial de Clubes – Melhor central